# H. G. Pound
H.G. Pound (officiellement, Pounds Shipowners and Shipbreakers Limited) est le nom du fondateur d’une société marchande britannique à Portsmouth, au Royaume-Uni.

## Historique
L’entreprise, fondée en 1864 par Harry Pound, se diversifie en démantelant des navires après la Première Guerre mondiale et a accumulé au fil des ans de grandes quantités de matériel militaire en attente de mise à la ferraille. On notera en particulier sa collection de matériel militaire de la Seconde Guerre mondiale, en particulier de chars et d’autres véhicules automobiles. Dans les années 1970 et 1980, une grande partie de cet équipement a été rachetée par des musées et des collectionneurs.